# Amparihy Est
Amparihy Est è una città e comune del Madagascar situata nel distretto di Vangaindrano, regione di Atsimo-Atsinanana. 
La popolazione del comune rilevata nel censimento 2001 era pari a 13 500 unità.